# 旭川ケーブルテレビ
旭川ケーブルテレビ株式会社（あさひかわケーブルテレビ）は、北海道旭川市内をサービスエリアとするテレビ放送、インターネットサービスプロバイダ、IP電話を事業とする都市型ケーブルテレビ局（登録一般放送事業者）である。愛称は「ポテト」。

## 概要
繊維業などを経営する東栄グループが中心となり1988年に設立、当初は1984年から旭川商工会議所が中心となり検討していた第三セクター形式でのCATV設立構想と競合していたものの「第三セクター化では問題がないわけではない、独自の民間資本での参入は早期導入に向け歓迎すべき」との方針にまとめられた。その後1990年に有線テレビジョン放送認可を受け、1991年4月から本放送を開始。「ポテト」の愛称は、どんな料理法でも美味しく食べられるジャガイモのように多くのチャンネルでホクホクの面白さや親しみある番組を発信する思いが込められた。2004年には東栄の民事再生手続に伴い総北海等地元企業がローンスターを介して東栄の持株を取得し、その後2005年に民事再生法を適用、地元主導で再建を行った。

## 所在地
- 【本社】北海道旭川市8条西2-2-16
- 【ポテトサービスセンターPlus】北海道旭川市8条西2丁目1番15号
- 【ポテトサービスセンター愛別サテライト】北海道愛別町本町170番地　共生型交流館ぽんて内
- 【ポテトサービスセンター東川】北海道上川郡東川町東町１丁目　KAGUの家D棟
- 【ポテトサービスセンター当麻】北海道上川郡当麻町4条南3丁目1-10

## サービスエリア
- 旭川市・東川町・鷹栖町・比布町・東神楽町の一部及び当麻町・愛別町・の各全域。

## 主な放送チャンネル

### コミュニティチャンネル
- 「ポテトにこんにちは!」
- ポップTime
- 「ポテトデイリーニュース」
- 「高校野球生中継」

### テレビ局
| デジタル | 放送局               |
| -------- | -------------------- |
| D011-013 | HBC北海道放送        |
| D021-023 | NHK旭川Eテレ         |
| D031-032 | NHK旭川総合          |
| D051-053 | STV札幌テレビ放送    |
| D061-063 | HTB北海道テレビ放送  |
| D071-073 | TVhテレビ北海道※     |
| D081-082 | UHB北海道文化放送    |
| D101-102 | ポテト10チャンネル   |
| D111     | ポテト11チャンネル   |
| D112     | ライブ情報チャンネル |

- 2007年10月 地上デジタル放送開始。

- 2015年3月16日を以って「デジアナ変換」によるアナログ放送終了。[9]

#### BS放送・CS放送（CATV）
の背景色はベーシックプラスコースのチャンネル
   の背景色はオプションチャンネル
| デジタル       | 放送局                                         |
| -------------- | ---------------------------------------------- |
| BS101ch        | NHK BS                                         |
| BS141ch        | BS日テレ                                       |
| BS151ch        | BS朝日                                         |
| BS161ch        | BS-TBS                                         |
| BS171ch        | BSテレ東                                       |
| BS181ch        | BSフジ                                         |
| BS191ch        | WOWOWプライム                                  |
| BS192ch        | WOWOWライブ                                    |
| BS193ch        | WOWOWシネマ                                    |
| BS200ch        | BS10                                           |
| BS201ch        | BS10スターチャンネル                           |
| BS211ch        | BS11（ビーエスイレブン）                       |
| BS222ch        | BS12トゥエルビ                                 |
| BS260ch        | J:COM BS                                       |
| BS265ch        | BSよしもと                                     |
| BS4K101ch      | NHK BSプレミアム4K                             |
| BS4K141ch      | BS日テレ 4K                                    |
| BS4K151ch      | BS朝日 4K                                      |
| BS4K161ch      | BS-TBS 4K                                      |
| BS4K171ch      | BSテレ東 4K                                    |
| BS4K181ch      | BSフジ 4K                                      |
| BS4K211ch      | ショップチャンネル 4K                          |
| BS4K221ch      | 4K QVC                                         |
| CS放送（CATV） |                                                |
| 003ch          | ポテト003チャンネル                            |
| 016ch          | ばんえい十勝                                   |
| 018ch          | 放送大学                                       |
| 102ch          | ムービープラスHD                               |
| 105ch          | 日本映画専門チャンネルHD                       |
| 106ch          | WOWOWプラス                                    |
| 110ch          | J SPORTS 3 HD                                  |
| 112ch          | J SPORTS 4 HD                                  |
| 113ch          | J SPORTS 1 HD                                  |
| 114ch          | J SPORTS 2 HD                                  |
| 136ch          | ゴルフネットワーク HD                          |
| 137ch          | フジテレビNEXT ライブ・プレミアム              |
| 138ch          | TBSチャンネル2                                 |
| 144ch          | 歌謡ポップスチャンネル                         |
| 145ch          | 日テレジータス                                 |
| 146ch          | GAORA SPORTS HD                                |
| 156ch          | スペースシャワーTV HD                          |
| 162ch          | スカイA HD                                     |
| 165ch          | TBS NEWS                                       |
| 184ch          | MUSIC ON!TV                                    |
| 185ch          | スポーツライブ+ HD                             |
| 222ch          | チャンネルNECO                                 |
| 223ch          | V☆パラダイス                                   |
| 225ch          | 東映チャンネル                                 |
| 226ch          | 衛星劇場                                       |
| 230ch          | ファミリー劇場                                 |
| 231ch          | Super! drama TV                                |
| 232ch          | アクションチャンネル                           |
| 233ch          | Dlife                                          |
| 234ch          | 時代劇専門チャンネル                           |
| 235ch          | LaLa TV                                        |
| 236ch          | アニマルプラネット                             |
| 238ch          | TBSチャンネル1                                 |
| 240ch          | カートゥーンネットワーク                       |
| 241ch          | アニマックス                                   |
| 242ch          | キッズステーション                             |
| 244ch          | AT-X                                           |
| 245ch          | テレ朝チャンネル1                              |
| 250ch          | CNNj                                           |
| 251ch          | 日経CNBC                                       |
| 252ch          | 日テレNEWS24                                   |
| 255ch          | ヒストリーチャンネル 日本・世界の歴史&エンタメ |
| 256ch          | ディスカバリーチャンネル                       |
| 258ch          | テレ朝チャンネル2                              |
| 259ch          | ナショナルジオグラフィック                     |
| 263ch          | MTV                                            |
| 270ch          | 囲碁・将棋チャンネル                           |
| 271ch          | ショップチャンネル                             |
| 272ch          | QVC                                            |
| 276ch          | 釣りビジョン                                   |
| 277ch          | 旅チャンネル                                   |
| 279ch          | エンタメ～テレ                                 |
| 280ch          | MONDO TV                                       |
| 281ch          | フジテレビTWO ドラマ・アニメ                   |
| 282ch          | フジテレビONE スポーツ・バラエティ             |
| 283ch          | ザ・シネマ                                     |
| 284ch          | 日テレプラス ドラマ・アニメ・音楽ライブ        |
| 285ch          | グリーンチャンネル1                            |
| 286ch          | グリーンチャンネル2                            |
| 290ch          | プレイボーイチャンネル                         |
| 291ch          | レッドチェリー                                 |
| 292ch          | レインボーチャンネル                           |
| 293ch          | ミッドナイトブルー                             |
| 401ch          | ケーブル４K                                    |

- 日本デジタル配信株式会社による地上伝送ネットワーク（HOG）を使用

### ラジオ局
| 周波数（MHz） | 放送局        |
| ------------- | ------------- |
| 77.0          | AIR-G'        |
| 79.2          | FM NORTH WAVE |
| 83.1          | FMりべーる    |
| 85.8          | NHK旭川FM     |

## インターネット接続サービス
| コース名                | 速度（下り） | 速度（上り） | 月額利用料（セット割引） |
| ----------------------- | ------------ | ------------ | ------------------------ |
| スタンダードコース      | 30Mbps       | 1.5Mbps      | 3,900円（6,700円）       |
| 光ハイブリッド120コース | 120Mbps      | 5Mbps        | 5,000円（7,800円）       |
| 光100コース             | 100Mbps      | 100Mbps      | 5,000円（7,800円）       |
| 光ギガコース            | 1Gbps        | 1Gbps        | 5,700円（8,500円）       |
| 光10Gコース             | 10Gbps       | 10Gbps       | 7,600円（8,360円）       |

- 表示価格は、消費税別の表示。
- すべてベストエフォート型のサービス。通信設備の状況により速度が低下することがある。
- セット割引はデジタルベーシックコースとの料金。

## 電話サービス
- ケーブルプラス電話 - KDDIとの業務提携により提供する固定電話サービス
- ポテトフォン（IP電話）

## ケーブルスマホ

### ポテトスマートフォン
| コース                     | ポテトサービス利用者様 | ポテトサービス未加入者様 | 備考                  |
| -------------------------- | ---------------------- | ------------------------ | --------------------- |
| 音声通話＋データ通信無制限 | 980円                  | 1,480円                  | 但し通信速度は200Kbps |
| 音声通話＋データ１G        | 1,180円                | 1,680円                  |                       |
| 音声通話＋データ3G         | 1,380円                | 1,880円                  |                       |
| 音声通話＋データ10G        | 1,980円                | 2,480円                  |                       |

- 表示価格は、消費税別の表示。
- 通話料金は10円/30秒。（但し一部適用外）
- 指定のデータ通信容量を超えた場合、通信速度は200Kbps。
- 10分かけ放題プランは上記金額に加え860円
- かけ放題プランは上記金額に加え1,600円
- ポテトスマホバリュー割引※ポテトサービスの指定サービス加入で、ポテトスマートフォン月額基本料から1 台あたり300 円引き。
- ポテトスマートフォンの特設サイト

## 電気
- ケーブルプラスでんき
- ポテトでんき

## 沿革
- 1988年（昭和63年）9月 会社設立[10]、資本金7500万円[1]。
- 1989年（平成元年）
  - 4月 資本金3億円に増資、同月にはさらに6.9億円に増資。
  - 11月18日 - 本社起工[11]。
- 1990年（平成2年）2月9日 郵政省より有線テレビジョン放送設備設置許可を受ける[3]。
- 1990年（平成2年）
  - 5月 現在地に社屋竣工
  - 10月1日 - 試験放送開始[12]。
- 1991年（平成3年）
  - 2月8日 - 北海道電気通信監理局が台場地区の中継無線局を認可[13]。
  - 4月1日 本放送開始、旭川市内中心部や豊岡・東光地区の一部を受信区域とし当初25チャンネルを配信[4]。
- 1994年（平成6年）3月 旭西橋拡張改築に合わせ北門・川端・錦町エリア拡張[14]
- 1995年（平成7年）5月 資本金1,000百万円に増資
- 1996年（平成8年）3月 神楽・神楽岡・緑が丘・西神楽エリア拡張
- 1996年（平成8年）7月 ケーブルインターネット試験サービス開始[15]
- 1998年（平成10年）9月 大町・旭町エリア拡張[16]
- 1999年（平成11年）5月 資本金1,100百万円に増資
- 2000年（平成12年）1月 春光・末広・春光台エリア拡大
- 2000年（平成12年）4月 第一種電気通信事業の許可を受ける
- 2000年（平成12年）6月 ケーブルインターネット事業開始
- 2001年（平成13年）10月 新旭川エリア拡張
- 2004年（平成16年）
  - 1月 - 東栄の民事再生手続きに伴い東栄の持ち株をローンスターに譲渡[17]。
  - 7月 IP電話サービス開始
  - 11月19日 - 総北海・カワムラ・北海道健誠社等地元企業5社がローンスターの持ち株39.5%を取得[6]。
- 2005年（平成17年）
  - 5月18日 - 東京地方裁判所に民事再生法適用を申請、負債総額29億円[7]。
  - 10月18日 - 一般再生債権85%の25.3億円放棄・95%減資・15%の再生債権1.8億円と日本政策投資銀行保有の担保付き債権2.2億円の10年間をかけての弁済といった再生計画案を可決[18]。
  - 12月 資本金1,800百万円に増資
- 2006年（平成18年）
  - 2月 資本金90百万円に減資
  - 4月 デジタル試験放送開始
  - 5月 デジタル本放送開始
- 2007年（平成19年）2月 北海道警察旭川方面本部と地域の安全に関する協定を締結
- 2007年（平成19年）10月 地上デジタル放送開始
- 2008年（平成20年）2月 遠隔サポートサービス開始
- 2008年（平成20年）3月 忠和地区の一部業務区域拡大の手続開始[8]
- 2008年（平成20年）5月 旭川市買物公園の旭川エクス1F（1条通7丁目）に『ポテトSHOP』がオープン
- 2008年（平成20年）7月 ポテトライフメールサービス開始
- 2008年（平成20年）8月 忠和地区の一部 サービス開始
- 2008年（平成20年）10月 ポテトホームページリニューアル
- 2009年（平成21年）8月 東旭川地区の一部 サービス開始
- 2010年（平成22年）2月 120Mbpsインターネット接続サービス開始
- 2010年（平成22年）4月 ケーブルプラス電話サービス開始
- 2010年（平成22年）7月 CableGateサービス開始
- 2010年（平成22年）
  - 10月 電気通信役務利用放送事業者として登録  有線テレビジョン放送事業者から変更
  - 11月 当麻町（全域）・愛別町（全域）・東川町（一部）サービスエリアに追加[19]　対象世帯数が94,300世帯から100,110世帯に拡大
- 2011年（平成23年）4月
- 2011年（平成23年）6月 登録一般放送事業者へ変更 電気通信役務利用放送事業者から変更
- 2011年（平成23年）9月 CATV放送ハイビジョン放送の開始
  - GAORA
  - スペースシャワーTV
  - 日本映画専門チャンネル
  - ムービープラス
- 2011年（平成23年）12月 登録電気通信事業者へ変更  届出電気通信事業者から変更
- 2012年（平成24年）
  - 1月 東川町市街地エリア サービス開始101,010世帯に拡大
  - 2月 インターネット利用料金の価格改定 光100、光ハイブリッド120の月額料金値下げ
  - 4月 CATV放送ハイビジョン放送の追加 HDチャンネル合計7chへ
  - 5月 生活情報配信サービス「ポテトライフメール」の無料公開化
  - 5月 ウイルス・フィルタリング対策サービス提供開始

12月 鷹栖町市街地エリアでサービス開始、約10.2万世帯に拡大
- - 12月 ジュエリー専門チャンネル　GSTV追加（018）
- 2013年（平成25年）6月 スマートセキュリティサービス開始
- 2013年（平成25年）6月 北海道総合通信局長より無線局の許可登録を受ける
- 2013年（平成25年）9月 見守り・見張りサービス開始
- 2013年（平成25年）12月 リモート録画予約開始（HDDブルーレイ付STBのみ）
- 2013年（平成25年）12月 スタンダードコース10Mbpsから30Mbpsにアップグレード
- 2013年（平成25年）12月 旭川市神居地区の一部エリア拡大 対象エリア102,910世帯
- 2014年（平成26年）4月 鷹栖町にてFWA（5GHz無線アクセス）インターネット接続サービスを開始 鷹栖町と防災協定を締結
- 2014年（平成26年）5月 比布町市街地エリア　サービス開始103,810世帯に拡大
- 2014年（平成26年）7月 多チャンネル受信システムを衛星受信から光ファイバー伝送システム（HOG）に変更
- 2014年（平成26年）7月 CATV放送ハイビジョン放送の追加　HDチャンネル合計13chへ
  - ハイビジョンチャンネルの追加
    - スカイ・A　sports＋HD
    - 歌謡ポップスチャンネル
    - FOXスポーツ＆エンターテイメント（新規追加）
    - FOXムービープレミアム（新規追加）
    - FOXCRIME（新規追加）
    - TBSチャンネル2（新規追加）
- 2014年（平成26年）11月 旭川市防災安全部と連携し全国瞬時警報システム（Jアラート）より内閣官房・気象庁から消防庁を経由してくる情報緊急情報を瞬時に番組視聴中にテロップで伝達するシステムを運用開始
- 2015年（平成27年）2月 ケーブルテレビによる4K放送実用化の検証を旭川フードテラスにて実施  ポテトライフメールに「鷹栖町防災メール」の追加
- 2015年（平成27年）
  - 3月16日 - デジアナ変換サービス終了[21]
  - 4月 神居地区の一部第2期エリア追加  対象エリア104,610世帯  みるプラスサービス開始
  - ハイビジョンチャンネルの追加　HDチャンネル合計15chへ
    - ゴルフネットワークHD
    - イマジカBS・映画HD 

  - 11月 鷹栖町2期エリア追加（北野地区） 対象エリア105,510世帯
  - 12月 4K放送の開始「ケーブル4K」チャンネル追加 「ポテトモバイルサービス」サービス開始
- 2016年（平成28年）2月1日 旭川市買物公園通り2・3仲通7丁目に「ポテトサービスセンター」オープン、サービス窓口やスタジオを設置[22]。
  - 6月 曙・亀吉エリアよりサービスエリアのFTTH化工事を開始
  - 12月 旭神町の一部地域　700世帯をサービスエリアに追加  対象エリア106,210世帯
- 12月 イッツ・コミュニケーションズと提携しインテリジェントホームを利用したスマートホームサービスを開始[23]
- 2017年（平成29年）3月「地域公共ネットワーク等強じん化事業費補助金」交付決定を受ける
- 2017年（平成29年）4月 4K・8K試験放送「NHKスーパーハイビジョン」再放送の開始
- 2017年（平成29年）5月 永山地区の一部地域　1,900世帯をサービスエリアに追加  対象エリア108,110世帯
- 2017年（平成29年）7月「放送ネットワーク整備支援事業費補助金」交付決定を受ける
- 2018年（平成30年）4月 サービス提供区域の追加（通信サービスのみ） 旭川市東旭川地区の一部、旭川市西神居地区の一部
  - ハイビジョンチャンネルの追加　HDチャンネル合計18chへ
    - MUSIC ON!TV
    - CNNj
    - TBSニュースバード
    - 日テレNEWS24
    - ※FOXCRIME（HDチャンネル終了）
- 2018年（平成30年）8月 古物商許可免許取得 機械工具商　123010000926号
- 2018年（平成30年）9月「ケーブルプラスでんき」の取扱い開始
- 2019年（令和元年）10月 東神楽町の一部（ひじり野地区）2,090世帯をサービスエリアに追加対象エリア110,200世帯
- 2020年（令和2年）1月「ポテトでんき」powered by「ほくでんコクリエ」の受付開始
- 2020年（令和2年）2月 桜岡地区の一部（桜岡駅近郊）のサービスエリアを拡張
- 2020年（令和2年）8月 JPNICよりAS番号131952を取得 AS名は POTATO-NET
- 2021年（令和3年）6月 地域BWAシステムの無線局免許を取得
- 2021年（令和3年）6月 ポテトサービスセンター愛別サテライトがオープン
- 2021年（令和3年）8月 ポテトサービスセンターPlusがオープン※ポテトサービスセンター買物公園を新築移転
- 2021年（令和3年）9月 ポテトワイヤレスサービス開始
- 2022年（令和4年）5月 ポテトサービスセンター東川オープン
- 2023年（令和5年）1月 ポテトサービスセンター当麻オープン
- 2023年（令和5年）7月 旭岡地区の一部のサービスエリア拡張
- 2023年（令和5年）7月 インターネット「10Gbpsサービス開始」（光10Gコース）